# Wykształcenie ludności rolniczej w Polsce
Wykształcenie ludności rolniczej w Polsce – kategoria oświatowa charakteryzująca zakres zdobytej wiedzy na określonym poziomie. Wykształcenie oznacza zasób wiedzy zdobytej na podstawie planów i programów nauczania w systemie oświatowym, realizowanym na podbudowie szkoły podstawowej, zasadniczej, średniej lub wyższej. Zdobyta wiedza umożliwia kształtowanie osobowości człowieka i dalszy jego rozwój, poprzez proces zdobywania umiejętności i sprawności.
Według Głównego Urzędu Statystycznego przez ludność rolniczą rozumie się osoby zatrudnione wyłącznie lub głównie w gospodarstwie rolnym.

## Poziom wykształcenia ludności rolniczej
Poziom wykształcenia ludności rolniczej przedstawiono na podstawie Powszechnych Spisów Rolnych, które przeprowadzone zostały w latach 1996 r., 2002 r. i 2010 r.
Według danych „Poziomu wykształcenia rolników w Polsce – analiza czasowo-przestrzenna” poziom wykształcenia ludności rolniczej przedstawiał się następująco:
|                                   | 1996 r. [%] | 2002 r. [%] | 2010 r. [%] |
| --------------------------------- | ----------- | ----------- | ----------- |
| wykształcenie wyższe              | 2,62        | 5,36        | 9,97        |
| wykształcenie wyższe rolnicze     | 0,78        | 1,09        | 2,23        |
| wykształcenie średnie             | 17,25       | 23,53       | 31,03       |
| wykształcenie średnie rolnicze    | 4,5         | 6,47        | 9,94        |
| wykształcenie zasadnicze zawodowe | 30,57       | 36,28       | 39,96       |
| wykształcenie zasadnicze rolnicze | 7,03        | 11,84       | 12,85       |
| wykształcenie podstawowe          | 49,56       | 34,83       | 19,04       |
| bez wykształcenia rolniczego      | 87,69       | 80,60       | 74,98       |